# Plaza Allenby
La plaza Allenby (en hebreo: כיכר אלנבי) es el nombre de una plaza en la calle Jaffa de Jerusalén. Recibe un espacio público que conmemora al Mariscal de Campo Edmund Allenby que comandó las fuerzas británicas que capturaron Palestina en la Primera Guerra Mundial , y al que se le otorgado diferentes momentos dos lugares diferentes en Jerusalén.
Esta denominación divergente se conecta tanto a las luchas de prestigio dentro de las fuerzas británicas que entraron en Jerusalén a finales de 1917, dando lugar a lo que se conoce como "las múltiples rendiciones" , y a las vicisitudes posteriores de la lucha entre israelíes y árabes por el control de la ciudad.
En 1920, un monumento de guerra británico fue erigido en la colina donde se llevó a cabo la primera ceremonia de rendición .